# Tripsinógeno
El tripsinógeno es una proenzima (zimógeno) secretada por el páncreas, precursora de la tripsina. Tras ser producido por las células acinares del páncreas exocrino, pasa a través del jugo pancreático al intestino delgado, donde se activa y se convierte en tripsina. El paso de tripsinógeno a tripsina es posible gracias a la enzima enteropeptidasa secretada por las células de la mucosa duodenal, esta enzima extrae el hexapeptido N terminal del tripsinógeno y lo convierte en tripsina, la forma activa. Las pequeñas cantidades de tripsina que se forman mediante este proceso actúan como catalizador de la reacción y forman a su vez más tripsina, por ello el paso de tripsinógeno a tripsina es una transformación autocatalítica. La tripsina cataliza la activación del resto de zimógenos pancreáticos liberados en el jugo.

## Tripsinógeno en sangre
Los niveles de tripsinógeno en sangre pueden medirse mediante pruebas de laboratorio clínico. Las cifras por encima de las consideradas normales pueden indicar la existencia de pancreatitis aguda o fibrosis quística.

## Mutaciones
Determinadas enfermedades genéticas en las que existe una mutación en el gen que codifica el tripsinógeno causan la pancreatitis hereditaria. Se han descrito varias mutaciones diferentes que afectan al citado gen.